# Perasia notescens
Perasia notescens là một loài bướm đêm trong họ Noctuidae.